# Roller Hockey Premier League 1981
La Roller Hockey Premier League 1981 è stata l'8ª edizione del torneo di primo livello del campionato inglese di hockey su pista. Il titolo è stato vinto dal Southsea per la seconda volta nella sua storia.

## Squadre partecipanti
- Belle Vue Lions
- Belle Vue Tigers
- Grimsby
- Maidstone
- Manchester
- Middlesbrough
- Peterborough
- Southsea
- Wolverhampton

## Classifica finale
|                        | Pos. | Squadra          | Pt | G  | V  | N | P  | GF  | GS  | DR  |
| ---------------------- | ---- | ---------------- | -- | -- | -- | - | -- | --- | --- | --- |
| Inghilterra (bandiera) | 1.   | Southsea         | 26 | 16 | 12 | 2 | 2  | 108 | 49  | +59 |
|                        | 2.   | Maidstone        | 24 | 16 | 11 | 2 | 3  | 82  | 46  | +36 |
|                        | 3.   | Peterborough     | 20 | 16 | 9  | 2 | 5  | 85  | 64  | +21 |
|                        | 4.   | Wolverhampton    | 16 | 16 | 8  | 0 | 8  | 86  | 73  | +13 |
|                        | 5.   | Manchester       | 16 | 16 | 8  | 0 | 8  | 82  | 74  | +8  |
|                        | 6.   | Belle Vue Lions  | 16 | 16 | 7  | 2 | 7  | 74  | 89  | -15 |
|                        | 7.   | Middlesbrough    | 15 | 16 | 7  | 1 | 8  | 83  | 72  | +11 |
|                        | 8.   | Grimsby          | 6  | 16 | 3  | 0 | 13 | 49  | 107 | -58 |
|                        | 9.   | Belle Vue Tigers | 5  | 16 | 2  | 1 | 13 | 65  | 139 | -74 |

Legenda:
  Campione d'Inghilterra.
  Vincitore della National Cup 1981.
      Qualificato in Coppa dei Campioni 1981-1982.
Note:
Due punti a vittoria, uno a pareggio, zero a sconfitta.
In caso di parità di punteggio, le posizioni erano decise per differenza reti generale.

## Verdetti
| Verdetto                          | Club                 |
| --------------------------------- | -------------------- |
| Campione d'Inghilterra 1981       | Southsea (2º titolo) |
| Qualificato in Coppa dei Campioni | Southsea             |